# Mineralfiber
Mineralfiber är fibrer sammansatta av icke organiska föreningar, till exempel glas, kol, metall o.s.v. men även naturligt förekommande fiber som asbest eller wollastonit. Mineralfibrer används inom många användningsområden, optiska fibrer för telekommunikation, armering i kompositmaterial (glasfiber, kolfiber) eller för isolering (glasull, stenull).

## Naturligt förekommande mineralfibrer
Mineral som tillhör asbest är de enda långa naturligt förekommande fibrerna. Korta fibrösa mineral är till exempel wollastonit, palygorskit eller halloysit.

## Syntetiska mineralfibrer
Syntetiskt framställda fibrer finns i flera olika former.
- Glasfiber framställs från en glassmälta och dras eller sprutas ut för att bilda tunna fibrer. Tjockare fibrer av specialglas används för optiska fibrer. Tunnare och kortare fibrer används för glasfiber till isolering.
- Stenfiber framställs på samma sätt som glasull och används som isolering.
- Metalliska fibrer kan dras ut från smidbara metaller som koppar, guld eller silver eller extruderade från skörare metaller som aluminium, nickel eller järn.
- Kolfiber görs ofta av polymerer men slutprodukten består av rent kol.